# Matelea tristis
Matelea tristis là một loài thực vật có hoa trong họ La bố ma. Loài này được (Seem.) Spellman mô tả khoa học đầu tiên năm 1975.